# Brodski Stupnik
Brodski Stupnik – wieś w Chorwacji, w żupanii brodzko-posawskiej, siedziba gminy Brodski Stupnik. W 2011 roku liczyła 1586 mieszkańców.
Jest położona w Slawonii, na wysokości 104 m n.p.m., na obrzeżach Posawia, u podnóża góry Dilj, 19 km na zachód od Slavonskiego Brodu. Przez miasto przebiegają autostrada A3 z Zagrzebia do Lipovaca na granicy z Serbią i linia kolejowa z Zagrzebia do Slavonskiego Brodu. Miejscowa gospodarka opiera się na rolnictwie oraz przemyśle budowlanym, drzewnym i metalowym. Istnieją złoża węgla brunatnego.
Pierwsza historyczna wzmianka o wsi pochodzi z XIV wieku. Od XVI wieku do 1691 roku znajdowała się pod panowaniem osmańskim, a następnie znalazła się w granicach Monarchii Habsburgów. W XIX wieku miała miejsce fala osadników z Liki.